# 허라이즌 (열차)
호라이즌 프레이트(영어: Horizon Fleet)는 암트랙의 객차로 1988년부터 1989년까지 도입되었다.
2015년 기준으로 운행하고 있는 노선은 링컨 서비스, 미주리 리버 러너, 블루워터, 살루키, 샌와킨스, 울버린, 일리니, 일리노이 제퍼, 칼 샌드버그, 퍼시픽 서프라이너, 하이아워사, 후시어 스테이트가 운행하고 있다.

## 운행 노선
- 링컨 서비스
- 미주리 리버 러너
- 블루워터
- 살루키
- 샌와킨스
- 울버린
- 일리니
- 일리노이 제퍼
- 칼 샌드버그
- 퍼시픽 서프라이너
- 하이아워사
- 후시어 스테이트

## 같이 보기
- 암프레이트
- 암트랙 뷰라이너